# Chris Holt
Chris Holt (* 5. června 1985) je americký hokejový brankář. Během své kariéry hrál nejen v NHL, ale i v KHL, kde si zahrál dokonce i v zápasu hvězd KHL,[kdy?] a také v americké reprezentaci či v EBEL, kde v sezóně 2014–15 působil v dresu Znojemských Orlů.
Zajímavostí je například to, že ve svých dvou startech v NHL ani jednou neinkasoval. Aktivní hráčskou kariéru ukončil v roce 2016.

## Týmy
- St. Louis Blues
- New York Rangers
- Hartford Wolf Pack
- Dinamo Riga
- HC Donbass Doněck
- Orli Znojmo
- Braehead Clan